# 12. arrondissement i Paris
12. arrondissement i Paris er et af Paris' 20 arrondissementer og er placeret på højre seinebred. Det kaldes også arrondissement de Reuilly.

## Geografi
Arrondissementet afgrænses af Seinen i sydvest, Port de l'Arsenal i nordvest, Rue du Faubourg Saint-Antoine og
Cours de Vincennes i nordøst. I sydøst går grænsen langs Boulevard Peripherique og Bois de Vincennes, som hører til
arrondissementet.

### Bykvarterer
Arrondissementet er delt i fire bykvarterer:
- Bel-Air
- Picpus
- Bercy
- Quinze-Vingts

## Demografi
| År   | Befolkning |
| ---- | ---------- |
| 1954 | 158.409    |
| 1962 | 161.760    |
| 1968 | 156.176    |
| 1975 | 140.565    |
| 1982 | 139.144    |
| 1990 | 130.274    |
| 1999 | 136.662    |